# Зограф, Николай Георгиевич
Никола́й Гео́ргиевич Зо́граф (27 февраля (12 марта) 1909, Москва — 25 марта 1968, Москва) — советский театровед, доктор искусствоведения (1953).

## Биография
Родился в Москве в семье биолога Юрия Николаевич Зографа (1880—1919), хранителя отдела прикладной зоологии в Политехническом музее, и Ольги Евгеньевны Рукиной (1883—1978). Семья Зограф внесла большой вклад в развитие науки и культуры в России. Дед, Николай Юрьевич Зограф (1851—1919), был профессором зоологии московского университета, кавалером французского ордена Почётного легиона, сестра деда, Александра Юрьевна Зограф-Дулова (1850—1919) — известная пианистка, ученица Н. Г. Рубинштейна, брат деда  Константин Юрьевич Зограф (15 мая 1854 — 01 апреля 1927) — химик, профессор, первый директор МХТИ, а другая сестра Валентина Юрьевна Зограф-Плаксина (1866—1930) — пианистка, педагог, основательница (1891) и первый директор Общедоступного музыкального училища (ныне Академический музыкальный колледж при Московской консерватории), с 1921 по 1924 — профессор Московской консерватории. Племянник филолога Н. Н. Дурново.
Учился в Ленинграде на Высших государственных курсах искусствоведения (1928—1930). В 1931 году окончил Московский государственный университет (факультет литературы и искусства).
По окончании МГУ в 1931 году работал редактором издательства «Искусство» (1936—1946), с 1945 года — старшим научным сотрудником Института истории искусств в Москве (1947—1963). Некоторое время он работал в Центральном совете Театре рабочей молодёжи (ТРАМ) (1926—1933), в Научно-исследовательском институте самодеятельного искусства (1931—1933).
Область научных интересов: творчество театральных деятелей (Е. Б. Вахтангов, А. П. Ленский), история русского театра, включая частные театры XIX—XX веков. Основной темой нескольких его работ был Малый театр. Написал монографии «Малый театр второй половины XIX века» и «Малый театр в конце XIX-начале XX века», а также монографические исследования, касающиеся творчества таких театральных деятелей, как Е. Б. Вахтангов, А. П. Ленский.
Долгое время был автором, редактором и организатором коллективных трудов: «Очерки истории русского современного драматического театра» в двух томах, «История русского драматического театра» в 7 томах, «Театральной энциклопедии». В последние годы жизни хотел закончить книгу о первых русских частных театрах («Любительские и частные театры Москвы. 1860—1880 гг.»).
В 1936—46 редактор издательства «Искусство». Член ВКП(б) с 1944 года, с 1945 года — старший научный сотрудник Института истории искусств АН СССР.
Проживал в Москве в доме на улице Вавилова. Скончался 25 марта 1968 года в Москве. Похоронен на Введенском кладбище (23 уч.).
Архив ученого, включающий его рукописи, отзывы и рецензии на работы ученых Ю. А. Дмитриева, С. Н. Дурылина, Б. Е. Захавы, П. А. Маркова, А. Д. Попова и др. (1936—1960), дневниковые записи (1933), автобиографии (1961, 1967) находится на хранении в Российском государственном архиве литературы и искусства (РГАЛИ). Всего архив включает 200 рукописей, письма, документы, фотографии сцен из спектаклей, поставленных Ленинградским и Московским ТРАМ в 1928—1933 годах.

## Семья
- Жена — математик Наталья Давыдовна Айзенштат (Айзенштадт, 1912—1985), кандидат физико-математических наук, доцент механико-математического факультета МГУ; дочь присяжного поверенного, библиофила и книгоиздателя Давида Самуиловича (Самойловича) Айзенштата (Айзенштадта, 1880—1947)[4], и Марии Маврикиевны Айзенштат (урождённой Гиршман, 1883—1965), адвоката, историка, переводчицы.
  - Сын — кандидат биологических наук Юрий Николаевич Зограф (1936—1985), биофизик, лауреат Государственной премии СССР.
  - Дочь — Ольга Николаевна Зограф (Аншелевич, род. 1946).
- Сестра — искусствовед Наталья Юрьевна Зограф (1907—1984), жена искусствоведа Г. А. Недошивина (1910—1983), бабушка писателя Петра Алешковского[5].

## Труды
- История русского драматического театра : [в 7 т.] / редкол.: Е. Г. Холодов (гл. ред.) [и др.]. — 2-е изд. — М. : Искусство, 1977—1987. - автор разделов в томах: 4, 5
- Зограф Н. Г. Вахтангов: Очерк творчества. — М.—Л.: Искусство, 1939;
- Зограф Н. Г. Александр Павлович Ленский. — М.: Искусство, 1955;
- Зограф Н. Г. Очерки истории русского советского драматического театра. Т. 1—2. — М.: Искусство, 1954—1960 (ред. и автор ряда глав);
- Зограф Н. Г. Малый театр второй половины XIX века. — М.: Издательство Академии наук СССР, 1960;
- Зограф Н. Г. Малый театр в конце XIX — начале XX в. — М.: Наука, 1966;
- Театральная энциклопедия. — М., 1961 (автор ряда статей).